# Электроспрей

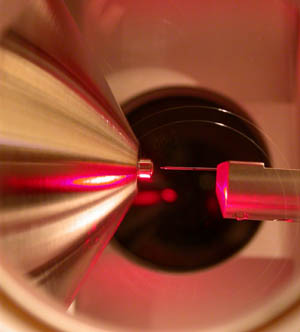
Источник ионов электроспрей (наноспрей)

Электроспрей или ионизация распылением в электрическом поле (ESI, англ. electrospray ionization) — метод, применяемый в масс-спектрометрии, для получения ионов в газовой фазе из раствора.

## История
Malcolm Dole впервые использовал электроспрей совместно с масс-спектрометрией в 1968 . В СССР метод разрабатывался под руководством Л. Н. Галль (1984 год). В 2002 году Нобелевская премия по химии была вручена Фенну за развитие метода.

## Механизмы ионизации
Стадии формирования ионов:
1. Образование заряженных капель на срезе капилляра. Так, посредством приложенного напряжения происходит перераспределение заряда в растворе. Положительные ионы скапливаются у выхода. При достаточно сильном приложенном поле образуется струя из вершины конуса, которая далее разлетается на мелкие капли.
2. Постепенное сокращение размеров заряженных капель за счет испарения растворителя и последующего распада капель на более мелкие за счет поверхностных эффектов вплоть до получения истинных ионов. Заряженные капли движутся сквозь атмосферу по направлению к противоположному электроду. Десольватация приводит к увеличению электрического поля на поверхности капель. В тот момент, когда поверхностное натяжение и отталкивание ионов выравниваются, происходит распад капли на несколько капель меньшего радиуса.
3. Процесс разделения капель, сопровождающийся уменьшением их объёма, повторяется до полного испарения растворителя и образования ионов в газовой фазе.

## Применение
На практике для получения электроспрей масс-спектров используют такие полярные и относительно летучие растворители, как воду, метанол или ацетонитрил. Для усиления процесса образования протонированных частиц к растворам объекта анализа часто добавляют органические кислоты (например муравьиную кислоту), соли аммония (ацетат или формиат) и гидрооксид лития. Описан также метод получения спектров удовлетворительного качества, когда к раствору анализируемого соединения в неполярном гексане добавляют небольшое количество ионной жидкости.
Данный метод особенно значим для масс-спектрометрического анализа макромолекул, которые чрезвычайно склонны к фрагментации при ионизации с помощью других методов. Известны примеры успешного использования метода для анализа фармацевтических препаратов , координационных и металлоорганических соединений .